# لين بلوم (كاتب)
لين بلوم (بالإنجليزية: Len Blum)‏ (و. 1951  م) هو كاتب سيناريو، وملحن كندي، ولد في مونتريال.

## التعليم
تعلم في جامعة ماكماستر.

## وصلات خارجية
- لين بلوم على موقع IMDb (الإنجليزية)
- لين بلوم على موقع ميوزك برينز (الإنجليزية)
- لين بلوم على موقع قاعدة بيانات الفيلم (الإنجليزية)

- لين بلوم في قاعدة بيانات الأفلام على الإنترنت